# Amalienhof (Falkenberg)

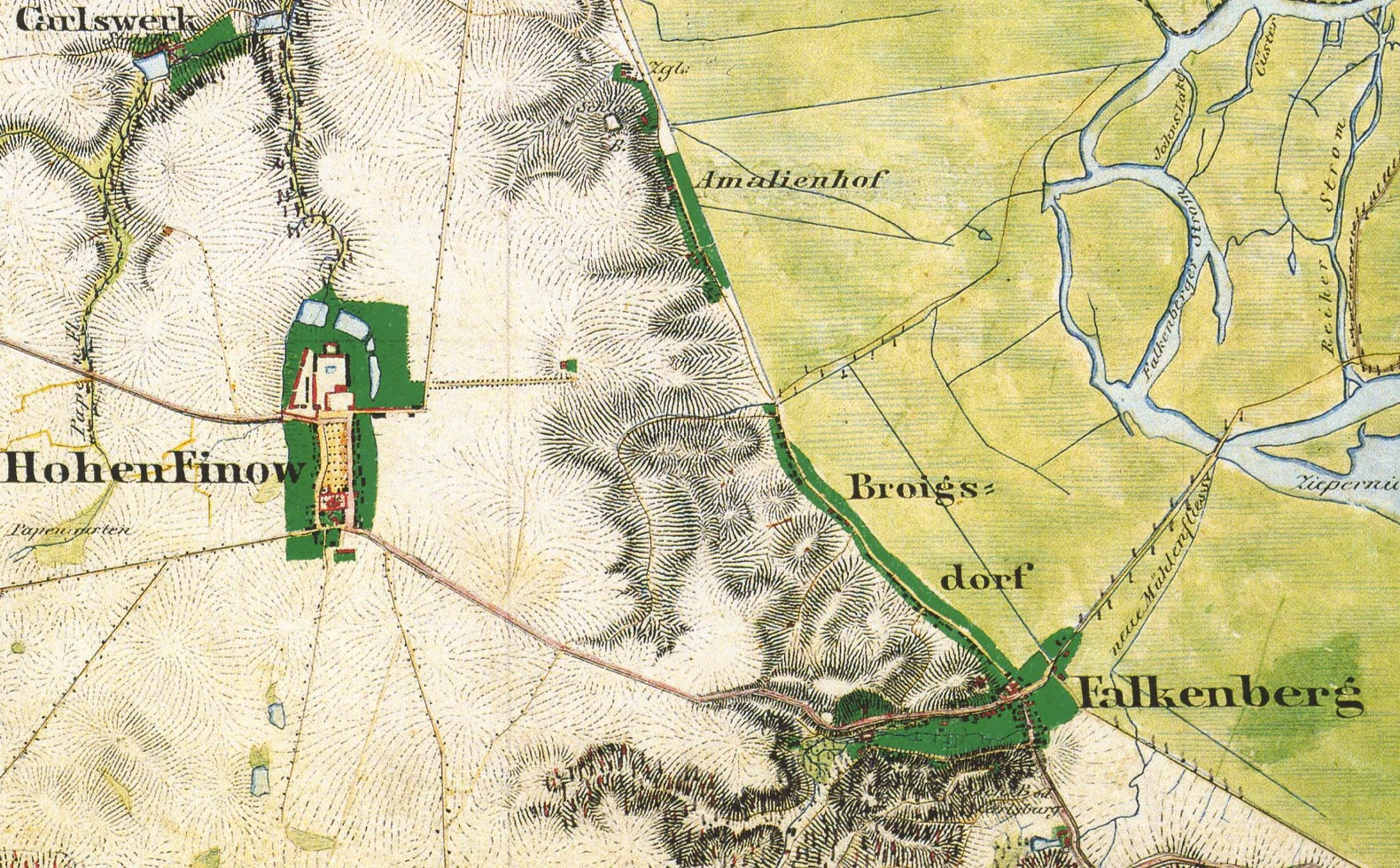
Gemeinde Hohenfinow mit Wohnplatz Karlswerk, und Gemeinde Falkenberg, Ortsteil Falkenberg/Mark mit Wohnplätzen Amalienhof und Broichsdorf, Ausschnitt aus dem Urmesstischblatt 3149 Falkenberg von 1844

Amalienhof ist ein Wohnplatz im Ortsteil Falkenberg/Mark der Gemeinde Falkenberg im Landkreis Märkisch-Oderland (Brandenburg). Er wurde 1752 angelegt, war dann eigenständige (Land-)Gemeinde und wurde 1928 in die damalige (Land-)Gemeinde Falkenberg/Mark eingegliedert. Falkenberg/Mark verlor seine Selbstständigkeit 2001 durch den Zusammenschluss mit zwei anderen Gemeinden zur (Groß-)Gemeinde Falkenberg. Die Verwaltungsaufgaben der Gemeinde Falkenberg werden vom Amt Falkenberg-Höhe wahrgenommen.

## Lage
Amalienhof liegt knapp 2 km nordwestlich des ursprünglichen Ortskerns von Falkenberg/Mark und etwa 1,5 km nordöstlich vom Dorfanger von Hohenfinow entfernt am Rande des Oderbruchs. Nur etwa 400 m südöstlich lag ursprünglich das Nordwestende des Zeilendorfes Broichsdorf; heute ist die Bebauung vom alten Ortskern von Falkenberg/Mark bis Amalienhof bis auf wenige Zehnermeter zwischen Broichsdorf und Amalienhof durchgehend. Etwa 1,7 km vom ursprünglichen Nordwestende der Zeile von Amalienhof liegt der Ortskern von Niederfinow.
Naturräumlich liegt Amalienhof bereits im Oderbruch und zieht sich nur wenig am Oderabhang hoch. Entsprechend liegt der Wohnplatz auf etwa 5 m (Ernst-Thälmann-Straße) bis etwa 10 m ü. NHN. Der nördlichste Zipfel des Wohnplatzes ist bereits Teil des Naturschutzgebietes Kanonen- und Schlossberg, Schäferberg.

## Geschichte
Nach der Ortschaftsstatistik von 1861 soll das Coloniedorf Amalienhof 1752 angelegt worden sein. Nach dem Historischen Ortslexikon ist 1752 aber lediglich das Jahr der Benennung und Ansiedlung von Kolonisten. Bratring gibt als Jahr der Gründung gar 1757 an. Der Ort ist nach der Frau des Matthäus von Vernezobre, Amalie von Cocceji benannt. Matthäus von Vernezobre war der damalige Besitzer von Hohenfinow, der in Amalienhof eine Weberei und Häuser für Weberfamilien anlegen ließ. Nach der Dorfstruktur handelt es sich um eine Zeile, die sich nordwestlich quasi an Broichsdorf anschließt.

### Besitzgeschichte
Das Dorf Amalienhof im Sinne einer Gemeinde wurde 1752 von Matthäus von Vernezobre de Laurieux, dem damaligen Besitzer von Hohenfinow begründet. Matthäus von Vernezobre de Laurieux war der Sohn des Franziskus Matthäus von Vernezobre de Laurieux (François Mathieu de Vernezobre de Laurieux), der 1721 Hohenfinow gekauft hatte. Die Vorbebauung der Lokalität (eine Ziegelei und eine Meierei) gehörte auch weiterhin zum Gutsbezirk Hohenfinow. Auch in der Folgezeit war der Amalienhof immer mit dem Gut Hohenfinow verbunden, d. h. der Ortsherr von Amalienhof war der Gutsherr auf Hohenfinow. Die gutsherrlichen Rechte wurden nach und nach bis 1872 aufgehoben.
Auf den Gründer des Dorfes Matthäus von Vernezobre de Laurieux folgte dessen Sohn Friedrich Ludwig von Vernezobre (* 8. August 1776). Allerdings wuchsen unter ihm auch die Schulden, mit denen das Gut Hohenfinow belastet war. Am 21. April 1823 verstarb Friedrich Ludwig Vernezobre, und am 17. April 1828 wurde der Konkurs über das Gut Hohenfinow mit dessen Zubehör eröffnet. 1833 kaufte Freiherr Constans von Jacobi-Klöst Hohenfinow für 167.000 Taler. 1855 verkaufte er Hohenfinow für 400.000 Taler an Felix von Bethmann Hollweg (* 21. Dezember 1824; † 20. Februar 1900 in Hohenfinow). Felix von Bethmann Hollweg war mit Isabella von Rougemont (1833–1908) verheiratet. Von 1874 bis 1885 war Felix von Bethmann Hollweg Landrat des Landkreises Oberbarnim. 1889 erfolgte die Berufung ins Preußische Herrenhaus. Am 20. Februar 1900 ist er in Hohenfinow gestorben.
Die Patrimonialgerichtsbarkeit des Gutes in Hohenfinow über Amalienhof wurde 1849 aufgehoben und auf die Gerichtskommission II Freienwalde übertragen. Weitere grundherrliche Rechte wurden 1853/56 abgelöst. Die Polizeigewalt des Gutsherrn von Hohenfinow über Amalienhof wurde aber erst 1872 auf die neuen Amtsbezirke übertragen. Damit waren nun alle früheren gutsherrlichen Rechte abgelöst oder auf kommunale Institutionen übertragen.

### Kommunale Geschichte
Bereits 1670 ist eine Ziegelei in der Nähe der um 1752 angelegten Webersiedlung nachweisbar, ebenso eine Meierei. 1745 sind die Ziegelscheune und einige Häuser an der Finow am Bruche erneut genannt. Die dort wohnenden Personen werden als Ziegelstreicher, Planteur und Buschläufer beschrieben. Der Letztere war ein zu Fuß patrouillierender Forstbeamter (im Gegensatz zum höheren Forstbeamten Heidereiter, der beritten war). Was allerdings der Planteur anbaute, ist nicht ganz sicher. Das Wort französischen Ursprungs bezeichnete häufig einen Tabakbauern.
Um das Jahr 1752 wurden hier Baumwollweberfamilien angesiedelt, für die jeweils ein Wohnhaus errichtet wurde. Sie erhielten außerdem einen Fleck Garten dazu. Die neue Kolonie wurde Amalienhof genannt. 1775 gab es in Amalienhof eine Barchent- und Leinenmanufaktur. Riehl und Scheu schreiben, dass diese Fabrik 1770/73 erbaut wurde. Barchent
ist ein Mischgewebe aus Baumwolle und Leinen. 1791 hatte der Ort 80 Feuerstellen, darunter das bereits erwähnte Fabrik-Etablissement. Im Ort wohnten 38 Büdnerfamilien, 3 Hausleute oder Einlieger (Mieter) und der Vorwerkspächter. 1785 war der Ort von einem Oderhochwasser schwer betroffen. Bis um 1860 wurde er weitere 6 Mal von Oderhochwasser geschädigt. Außerdem verwüsteten sechs Feuersbrünste Teile des Ortes.
Friedrich Wilhelm Bratring charakterisiert Amalienhof als Parchentfabrik und Kolonie ½ Meile von Hohen-Finow, 1757 (sic!) angelegt. Der Ort hatte 268 Einwohner. Genannt werden ein Fabrikaufseher, 27 Büdner, 9 Einlieger, verschiedene Handwerker, ein Schiffer, 2 Krüge und eine Ziegelei, insgesamt 65 Feuerstellen. 1806 musste die Barchentfabrik schließen. 1809 wurde eine Schule eingerichtet und ein Lehrer eingestellt. 1814 verweigerten Taglöhner in Amalienhof ihre Dienste.
1817 hatte das Koloniedorf Amalienhof 258 Einwohner. Als Besitzer ist der Landrat Freiherr von Vernezobre in Hohenfinow genannt. 1840 zählte das Koloniedorf Amalienhof 50 Wohngebäude mit 346 Einwohnern. Als Besitzer ist der Baron von Jacobi-Klöst in Hohenfinow angegeben. 1847 wurde ein Begräbnisplatz in Amalienhof angelegt. 1850 mussten die Einwohner von Amalienhof einen Grundzins von 144 Talern an die Grundherrschaft in Hohenfinow entrichten.
1858 ist Amalienhof unter den Landgemeinden aufgeführt. Das Koloniedorf hatte 404 Einwohner und hatte ein öffentliches Gebäude, 53 Wohngebäude und 23 Wirtschaftsgebäude. Der Gemeindebezirk umfasste lediglich 5 Morgen Gehöfte und 35 Morgen Gartenland. Der Tierbestand war mit einem Pferd, 8 Stück Rindvieh und 49 Schafen ebenfalls sehr niedrig. Die Polizeiverwaltung hatte das Gut in Hohenfinow. Ein kleiner Teil von Amalienhof, das Wiesenwärterhaus und die Ziegelei, mit einem Wohnhaus und vier Wirtschaftsgebäuden gehörte zum Gutsbezirk Hohenfinow.
1871 ist die Colonie Amalienhof erneut unter den Landgemeinden aufgeführt. Amalienhof hatte 56 Wohngebäude und 435 Einwohner. Bis 1885 blieb die Zahl der Wohngebäude in Amalienhof mit 56 konstant; der Ort hatte 407 Einwohner. Der Gemeindebezirk (nun in Hektar angegeben) war nur 10 ha groß, davon waren 4 ha Ackerland. Das Gemeindelexikon von 1898 (Stand 1895) vermeldet 59 Wohnhäuser und 405 Einwohner. 1900 standen 55 Wohnhäuser in Amalienhof.
1928 wurde der Gemeindebezirk Amalienhof in die Landgemeinde Falkenberg/Mark eingegliedert. Gleichzeitig wurde der große Gutsbezirk Hohenfinow aufgelöst. Dabei kam auch der kleine gutsherrliche Anteil von Amalienhof (frühere Ziegelei und Meierei) an die Landgemeinde Falkenberg/Mark.
| Jahr      | 1791 | 1801 | 1817 | 1840 | 1858 | 1871 | 1885 | 1895 | 1910 | 1925 |
| Einwohner | 218  | 268  | 258  | 346  | 409  | 435  | 407  | 405  | 384  | 382  |

## Kirchliche Zugehörigkeit
Amalienhof war immer eingekircht in Hohenfinow.

## Schulzen und Gemeindevorsteher (unvollständig)
- 1907 bis 1921 Gemeindevorsteher Meseke[17][18]
- 1923 Gemeindevorsteher Engel[19]
- 1924 bis 1928 Gemeindevorsteher Franke[20][21]

## Kommunale Zugehörigkeit
Amalienhof war im 19. Jahrhundert eine eigenständige Gemeinde, die aber unter der Patrimonialgerichtsbarkeit des Rittergutes Hohenfinow stand. Die Patrimonialgerichtsbarkeit wurde 1849 auf die Gerichtskommission Freienwalde übertragen. Mit der Bildung der Amtsbezirke 1872 wurde Amalienhof dem Amtsbezirk Nr. 2 Hohenfinow des Kreises Oberbarnim zugewiesen. Die Polizeigewalt wurde nun vom Gut Hohenfinow auf den Amtsbezirk übertragen. Amtsvorsteher war der Kreisdeputierte Felix von Bethmann-Hollweg. Der Gemeindebezirk Amalienhof wurde 1928 zusammen mit anderen Orten in die Gemeinde Falkenberg/Mark eingegliedert. 1932 und 1950 hatte Amalienhof den Status eines Wohnplatzes, 1957 und 1973 war es Ortsteil der Gemeinde Falkenberg/Mark. Zum 31. Dezember 2001 schlossen sich die bis dahin selbstständigen Gemeinden Dannenberg/Mark, Falkenberg/Mark und Kruge/Gersdorf zur neuen Gemeinde Falkenberg zusammen. Seither ist Amalienhof (wieder) ein Wohnplatz im Ortsteil Falkenberg/Mark in der Gesamtgemeinde Falkenberg.
Amalienhof liegt am Oderbruch, wurde aber traditionell immer zum Kreis Oberbarnim gerechnet. Es blieb im Kreis Oberbarnim bis zur Bezirks- und Kreisreform von 1952 in der damaligen DDR. Falkenberg/Mark wurde dem neuen Kreis Bad Freienwalde im Bezirk Frankfurt (Oder) der DDR zugeordnet. Nach der Wende und Bildung des Landes Brandenburg wurde der Kreis Bad Freienwalde 1990 in Landkreis Bad Freienwalde umbenannt und 1993 mit den Kreisen Seelow, Strausberg und Teilen des Landkreises Fürstenwalde zum Landkreis Märkisch-Oderland vereinigt.

## Sehenswürdigkeiten
- Friedhof Amalienhof, zwischen Ernst-Thälmann-Straße 71 und 72 von Falkenberg kommend Weg linkerhand zum Friedhof.
- Wollspinnerhaus, Ernst-Thälmann-Straße 99.

## Persönlichkeiten
- Käthe Zillbach (1952–2005), Politikerin in Berlin, lebte in den 1990er Jahren bis zu ihrem Tod in ihrem Haus in der Ernst-Thälmann-Straße.